# L'Accueillant
L'Accueillant est une sculpture monumentale de Jean Dubuffet. Elle a été réalisée en 1988 d'après une maquette de 1973 après la mort du sculpteur survenue en 1985. Elle est installée devant l'entrée de l'hôpital Robert-Debré dans le 19e arrondissement de Paris.
Réalisée en 1988, sa hauteur est de 6 m.